# 岗木达镇
壤柯镇，是中华人民共和国四川省阿坝藏族羌族自治州壤塘县下辖的一个乡镇级行政单位。

## 行政区划
壤柯镇下辖以下地区：
壤柯镇社区。